# Canidia spinicornis
Canidia spinicornis là một loài bọ cánh cứng trong họ Cerambycidae.